# Калимолдаев, Максат Нурадилович
 Максат Нурадилович Калимолдаев (18.06.1957) — учёный, специалист в области математическое моделирование и управление динамическими, техническими и экономическими системами, педагог, доктор физико-математических наук, профессор, Академик НАН РК.

## Биография
Родился 18 июня 1957 года в селе Текес Раимбекского района Алматинской области.
В 1980 году окончил КГУ им. С. М. Кирова по специальности «прикладная математика». С 1980 по 1982 год учился в аспирантуре этого вуза.
В 1990 году защитил кандидатскую диссертацию на тему «Исследование динамики многомерных фазовых систем». 2000 году защитил докторскую диссертацию на тему «Устойчивость и математическое моделирование нелинейных многомерных фазовых систем».

## Трудовая деятельность
1. 1980—1982 — инженер лаборатории экономико-математических методов Института математики и механики АН КазССР
2. 1982—2001 — старший лаборант, ассистент, старший преподаватель, доцент и профессор кафедры теории управления и кафедры информационных систем КазНУ им. Аль-Фараби
3. 2001—2003 — начальник управления, заместитель директора Департамента науки МОН РК
4. 2003—2005 — первый заместитель Председателя Высшего аттестационного комитета МОН РК
5. 2005—2008 — профессор кафедры информационных систем КазНУ им. Аль-Фараби
6. 2008—2021 — ген. директор РГП «Институт информационных и вычислительных технологий» Комитета науки МОН РК
7. 2017 г. — главный ученый секретарь Национальной академии наук РК
8. С 2021 г. — советник генерального директора РГП «Институт информационных и вычислительных технологий» Комитета науки МОН РК

## Научная деятельность
Автор более 220 научных работ, в том числе 4 монографии, 5 учебных пособий для вузов, 7 авторских свидетельств. Под научным руководством профессора защищены 3 доктора наук, 16 кандидатов наук, 5 докторов PhD.
• Патенты:
• Свидетельство № 543 от 26 апреля 2010 г. о государственной регистрации объекта интеллектуальной собственности под названием «Математическое моделирование и динамика конкретных управляемых систем в нефтегазовой отрасли» (научное произведение).
• Свидетельство № 1877 от 22 декабря 2010 г. о государственной регистрации объекта интеллектуальной собственности под названием «GentestCrypt» (программа для ЭВМ).
• Свидетельство № 1028 от 13 июля 2011 г. о государственной регистрации объекта интеллектуальной собственности под названием «МОНИТОР» (программа для ЭВМ).
• Свидетельство № 1520 от 14 ноября 2013 г. о государственной регистрации прав на объект авторского права под названием «FullKeysFormation» (программа для ЭВМ).
• Свидетельство № 1536 от 26 июня 2017 г. о государственной регистрации прав на объект авторского права под названием «Умножитель на четыре по модулю» (произведение науки).
• Свидетельство № 1572 от 28 июня 2017 г. о государственной регистрации прав на объект авторского права под названием «Устройство приведения числа по модулю».
• Свидетельство № 1407 от 13 июня 2017 г. о государственной регистрации прав на объект авторского права под названием «Software for architectural solutions of safe and energy-efficient buildings within the framework of the ‘Smart house’ project».

## Семья
• Отец: Калимолдаев Нурадил Ашимбаевич — педагог
• Мама: Тургумбекова Бисара — педагог
• Супруга: Калимолдаева Салтанат Болатовна — доктор медицинских наук
• Дети: Дочь — Дина (1981 г.р.); сын — Алмас (1985 г.р.)

## Награды и звания
1. Доктор физико-математических наук (2000)
2. Профессор (2003)
3. Академик НАН РК (2017)
4. «Благодарственное письмо» Президента РК (2001,2015)
5. Медаль «20 лет независимости Республики Казахстан» (2011)
6. Медаль «25 лет независимости Республики Казахстан» (2016)
7. Медаль им. академика Джолдасбекова У. А. за выдающиеся научные достижения, в честь 25-летия Национальной инженерной академии (2016)
8. Нагрудный знак «За заслуги в развитии науки в Республике Казахстан» (2016)